# Isobuten
Isobuten, triviální název isobutylen, je uhlovodík ze skupiny alkenů, jeden z izomerů butenu (butylenu).

## Použití
Isobutylen se používá jako meziprodukt při výrobě mnoha produktů. S methanolem a ethanolem reaguje za vzniku methyl-tercbutyletheru a ethyl-tercbutyletheru.
alkylací s butanem se z isobutenu vyrábí isooktan, který se stejně jako dvě výše uvedené látky používá jako aditivum do paliv.
Také se používá na výrobu methakroleinu, z něhož se vyrábí polymery.
polymerizací z isobutylenu vzniká butylový kaučuk (polyisobutylen).

## Výroba
Isobutylen se nejčastěji vyrábí katalytickou dehydrogenací isobutanu. V 90. letech 20. století jeho výroba prudce poklesla kvůli nárůstu poptávky po kyslíkatých látkách jako je MTBE.

## Ostatní isomery butenu
- but-1-en
- cis-but-2-en
- trans-but-2-en

### Podobné sloučeniny
- Isobutan